# Esmé Bianco
Esmé Augusta Bianco (St Albans, 25 maggio 1982) è una modella, attrice e showgirl britannica, nota per il ruolo di Ros nella serie televisiva Il Trono di Spade.

## Biografia
Nata a St. Albans, nel Hertfordshire, in Inghilterra. Dopo il diploma ha proseguito la sua formazione alla London Goldsmith University, dove si è laureata. A seguito della laurea, è partita in una tournée per uno spettacolo di burlesque in Giappone, Inghilterra e Monaco.

## Carriera
Inizia la sua carriera da modella posando per le opere dei pittori Christian Furr e Peregrine Heathcote.
A livello cinematografico, invece, ha preso parte a diversi film indipendenti, tra i quali: Chemical Wedding (2008), Dead Man Running (2009), Burlesque Fairytales (2010),The Big I Am (2010) e Il Re Scorpione 4 - La conquista del potere (2015). Anche se, acquisirà notorietà grazie al ruolo di Ros, una prostituta di corte, all'interno della serie televisiva Il Trono di Spade, prodotta da HBO; l'attrice ha interpretato il proprio personaggio nel corso delle prime tre stagioni, dal 2011 al 2013.

## Vita privata
Nel febbraio 2021, Esmé ha accusato il cantante Marilyn Manson di abusi fisici durante il periodo della loro relazione, dal 2010 al 2011, a seguito del divorzio dell'attrice. Nell'aprile 2021, i due finiscono in tribunale, in particolare Manson viene accusato di aver commesso violenza sessuale, traffico di esseri umani e vari tipi di abusi: tra questi vi è la somministrazione di droghe e alcol ai danni dell'attrice, oltre che averla minacciata di violenza e di stupro. Altre affermazioni da parte di Esmé, sono quelle di esser stata legata a un inginocchiatoio, per poi ricevere dei colpi di frusta e un rapporto sessuale non consensuale; a quest'ultime accuse Marilyn dichiara, tramite il proprio avvocato, che il tutto è falso e dimostrabile attraverso delle prove. Nel gennaio 2023, i due stipulano un accordo extragiudiziale, di cui i termini non sono stati resi noti.

## Filmografia

### Attrice

#### Cinema
- Chemical Wedding, regia di Julian Doyle (2008)
- Dead Man Running, regia di Alex De Rakoff (2009)
- Burlesque Fairytales, regia di Susan Luciani (2010)
- The Big I Am, regia di Nic Auerbach (2010)
- Il Re Scorpione 4 - La conquista del potere (The Scorpion King: The Lost Throne), regia di Mike Elliot (2015)
- Living Among Us, regia di Brian A. Metcalf (2018)

#### Televisione
- Any Human Heart – miniserie TV, episodio 1x03 (2010)
- Eric & Ernie, regia di Jonny Campbell – film TV (2011)
- Il Trono di Spade (Game of Thrones)– serie TV, 14 episodi (2011-2013)
- A Christmas Mystery, regia di Peter Sullivan – film TV (2014)
- Cattivi presagi (Ominous), regia di Peter Sullivan – film TV (2015)
- The Magicians – serie TV, 7 episodi (2015-2020)
- Supergirl – serie TV, 2 episodi (2018)

#### Cortometraggi
- Dolls, regia di Susan Lucian (2006)
- The First Goodbye, regia di Ali Mashayekhi (2021)

#### Videoclip musicali
- You Know Me di Robbie Williams, regia di Philip Sansom e Olly Williams (2009)

### Doppiatrice

#### Televisione
- Marco e Star contro le forze del male (Star vs The Forces of Devil) – serie animata, 24 episodi (2017-2019) – Eclipsa
- Hot Streets – serie animata, episodio 1x07 (2018) – Professoressa Lance

## Doppiatrici italiane
Nelle versioni in italiano delle opere in cui ha recitato, Esmé Bianco è stata doppiata da:
- Sabine Cerullo[14] in Il Trono di Spade,[15] The Magicians[16]